# 中国人民解放军军旗
中国人民解放军军旗（又名八一军旗）是中国人民解放军的军旗，是中國共產黨主要武装力量的标志，是中国人民解放军荣誉、勇敢和光荣的象征。「八一軍旗」旗面为红底，上缀黄星及“八一”二字，代表1927年8月1日南昌起义为解放军建军之始。目前，除通用的「八一軍旗」以外，下属各軍兵種亦有獨立的軍旗。

## 设计

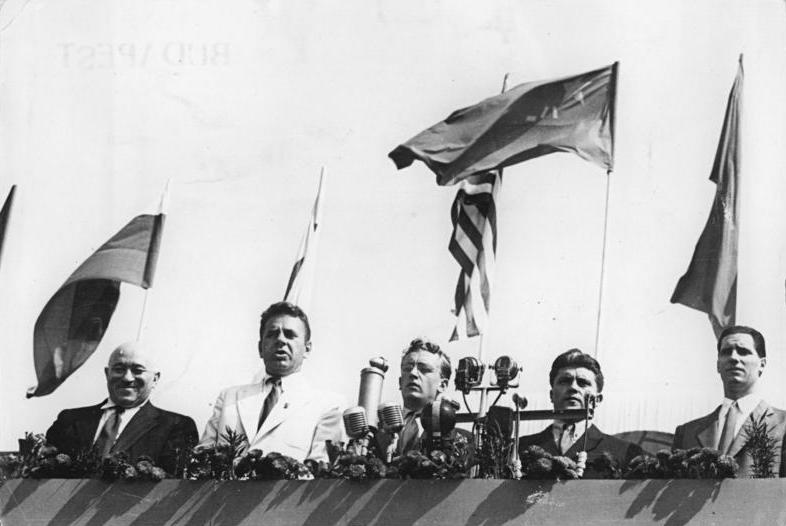
第二届匈牙利布达佩斯世界青年与学生联欢节会场上的中国人民解放军军旗（摄于1949年8月28日，当时没有中华人民共和国国旗，故中国代表团以“八一”军旗代替国旗）

1948年，中共中央指示解放军总部提出制作中国人民解放军军旗的方案，工作由周恩来主持，军旗、军徽、臂章样式的汇集、综合和研议工作由中共中央军委作战部一局承办。设计人员得知，鲁中军区政治部《前卫报》社为纪念建军21周年出版了特刊，其封面上的五星和“八一”字样很受毛泽东和其他中共首长的欣赏，被指示按这个思路来设计军旗和军徽。
1949年6月15日，中国人民革命军事委员会发布命令，颁布了《中国人民解放军军旗及军徽样式》，正式公布了军旗和军徽的样式。
《中国人民解放军军旗及军徽样式》的描述，中国人民解放军军旗为红底，上缀金黄色的五角星及“八一”两字，表示中国人民解放军自1927年8月1日南昌起义诞生以来，经过长期奋斗，正以其灿烂的星光，普照全国。

## 军兵种旗帜

用于中国人民解放军飞行器的国籍标志

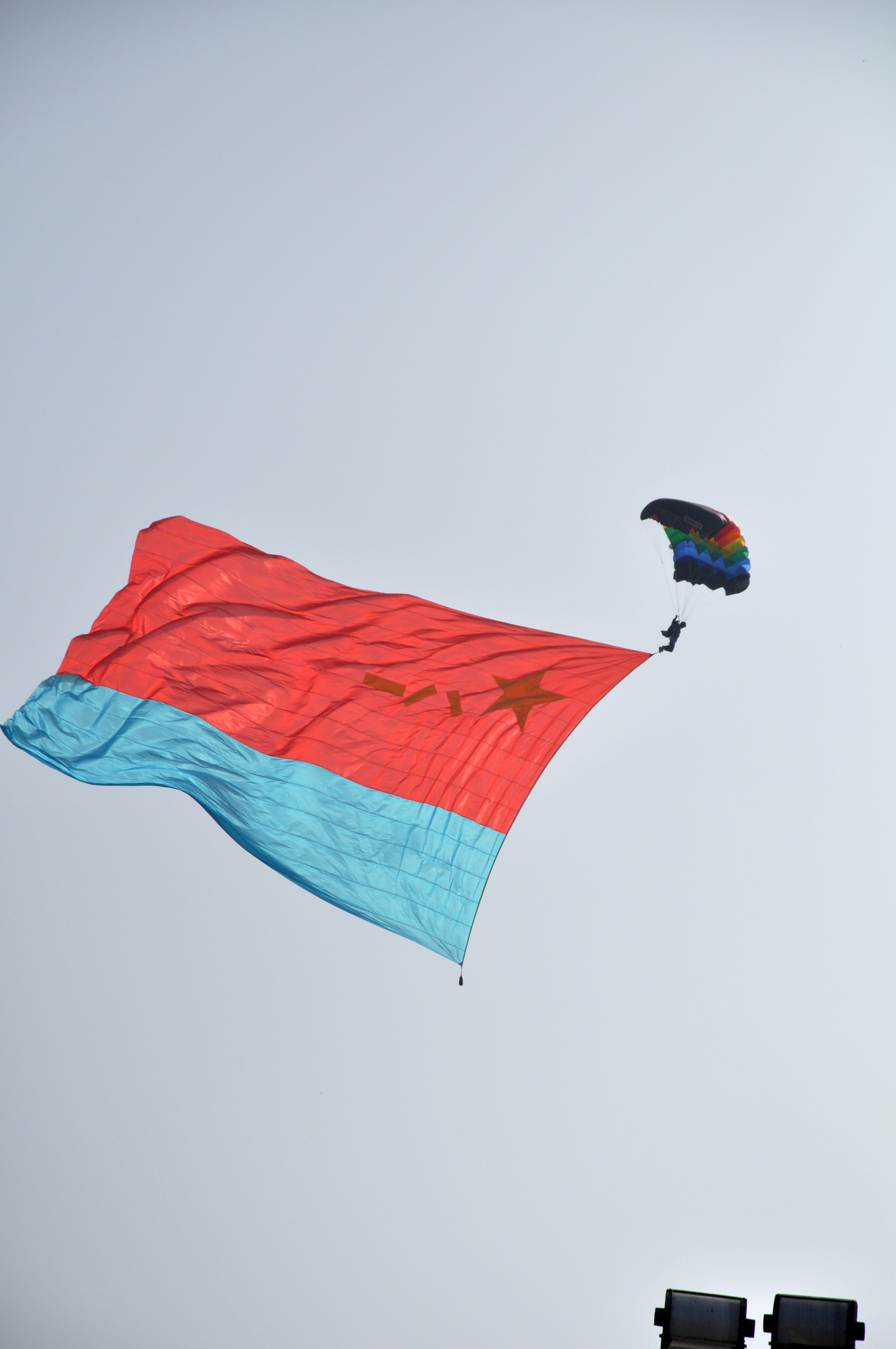
第八届珠海航展中八一跳伞队所展示的空军军旗

中国人民解放军陆军、海军、空军、火箭军、军事航天部队、网络空间部队、信息支援部队、联勤保障部队和中国人民武装警察部队拥有各自的军旗，陆海空三军军旗均启用于1992年9月5日，火箭军军旗启用于2016年7月1日，武警部队旗启用于2018年1月10日。2025年8月1日，军事航天部队、网络空间部队、信息支援部队、联勤保障部队四个独立兵种军旗启用。
各军兵种军旗、武警部队旗保持解放军军旗上半部八分之五的图案，对下半部八分之三的旗幅进行修改设计而成。
- 陆军军旗旗面上面部分保持八一军旗的基本样式，下面部分为草绿色旗面，象征着绿色大地。[1]
- 海军军旗旗面上面部分保持八一军旗的基本样式，下缀三蓝两白的五道条纹，象征着大海和波涛[1]。现行中国人民解放军海军舰艇悬挂旗帜的规定为：主桅悬挂中华人民共和国国旗，舰艏旗为中国人民解放军军旗，舰艉旗为中国人民解放军海军军旗。
- 空军军旗旗面上面部分保持八一军旗的基本样式，下面部分为天蓝色，象征蓝色的天空[1]。军用飞行器上则标有国籍标志。
- 火箭军军旗旗面上面部分保持八一军旗的基本样式，下面部分为橙黄色，象征导弹发射时的火焰。[7][8]
- 兵种军旗旗面上面部分保持八一军旗的基本样式，下面部分为兵种主色调加以金黄色辅助性条纹。其中，军事航天部队军旗为深空蓝，象征进军浩瀚太空；网络空间部队军旗为赛博灰，象征制胜无形疆场；信息支援部队军旗为量子紫，象征抢占信息高地；联勤保障部队军旗为松枝绿，象征厚植保障根柢。[9]

- 陆军军旗
- 海军军旗
- 空军军旗
- 火箭军军旗
- 军事航天部队军旗
- 网络空间部队军旗
- 信息支援部队军旗
- 联勤保障部队军旗

武警部队旗上面部分保持八一军旗基本样式，下面部分镶嵌三个深橄榄绿条，代表武警部队担负维护国家政治安全和社会稳定、海上维权执法、防卫作战三类主要任务及力量构成。
- 武警部队旗[11][10]

海军除八一军旗外，曾有舰艏旗。华东军区海军舰艏旗于1950年4月23日举行授旗典礼，该旗为红底，中央有蓝色横条及“八一”军徽。
- 1950年代华东军区海军舰艏旗